# Гаизон
Гаизон (лат. Gaiso) — древнеримский военачальник середины IV века, консул 351 года.

## Биография
Гаизон, франк по происхождению, был офицером в армии императора Константа, и, когда Магненций захватил власть, он примкнул к нему. Магненций сделал его, по всей видимости, магистром армии и послал вдогонку за пытавшимся убежать Константом.

«Констант пытался бежать, но около ближайшего к Пиренеям городка по названию Елена был убит Гаизоном, посланным за ним (в погоню) с отборными солдатами».

В 351 году Магненций назначил Гаизона консулом вместе с собой. Сделано это, было, очевидно, как раз в награду за убийство Константа. Известно, что Магненций пытался примириться с Констанцием II, начал с ним переговоры и даже соорудил гробницу Константа. Очевидно, что назначение в то же время убийцы Константа консулом было бы жестом весьма недружелюбным, поэтому, вероятно, Гаизон был предназначен в консулы практически сразу после захвата власти Магненцием, а впоследствии отменить это назначение узурпатор уже не мог из-за опасения потерять поддержку своих соратников.
О дальнейшей судьбе Гаизона ничего не известно.